# Bill Evans (saksofonista)
Bill Evans (ur. 9 lutego 1958 w Clarendon Hills, Illinois) – amerykański muzyk jazzowy, saksofonista.
W szkole średniej uczył się gry na fortepianie. Później jednak wybrał saksofon jako główny instrument. Przez rok studiował na University of North Texas, a w 1978 przeniósł się na William Paterson University, gdzie studiował m.in. pod kierunkiem Dave'a Liebmana, współpracownika Milesa Davisa. W 1979 przeprowadził się do Nowego Jorku. W 1980 dołączył do zespołu Milesa Davisa, gdzie grał na saksofonie tenorowym i sopranowym. Uczestniczył w nagraniu płyt The Man with the Horn, We Want Miles, Star People i Decoy.
W 1984 opuścił Davisa i związał się z The Mahavishnu Orchestra, z którą nagrał dwie płyty. Koncertował i nagrywał także z takimi muzykami, jak m.in. Herbie Hancock, John McLaughlin, Michael Franks, Willie Nelson, Mick Jagger, Les McCann, Mark Egan, Danny Gottlieb, Ian Anderson oraz Randy Brecker. W 1992 uczestniczył w nagraniu koncertowego albumu Petite Blonde, gdzie obok niego wystąpili Victor Bailey, Dennis Chambers, Mitch Forman i Chuck Loeb.
Albumy Evansa Soul Insider i Soulgrass były kandydatami do nagrody Grammy.

## Wybrana dyskografia

### Jako leader
- Living In The Crest Of A Wave (1984)
- The Alternative Man (1986)
- Summertime (1989)
- Let The Juice Loose; Live at the Tokyo Blue Note Vol 1 (1990)
- The Gambler; Live at the Tokyo Blue Note Vol 2 (1991)
- Petite Blonde (1992)
- Push (1993)
- Live in Europe (1995)
- Escape (1996)
- Starfish & The Moon (1997)
- Touch (1998)
- Soul Insider (2000)
- Big Fun (2003)
- Soulgrass (2005)
- The Other Side of Something (2007)
- Vans Joint (2009)

### Jako sideman
- We Want Miles z Milesem Davisem (1981)
- The Man with the Horn z Milesem Davisem (1981)
- Star People z Milesem Davisem (1982)
- Decoy z Milesem Davisem (1983)
- Mahavishnu z The Mahavishnu Orchestra (1984)
- Adventures In Radioland z The Mahavishnu Orchestra (1986)
- Forward Motion z Elements (1987)
- Elements z Elements (1988)
- Spirit River z Elements (1989)
- Primitive Cool z Mickiem Jaggerem (1990)
- Alive In L.A. z Lee Ritenourem (1997)
- This Is Love z Lee Ritenourem (1998)
- West Side Story z Dave'em Grusinem (1998)
- Soul Bop Band z Randym Breckerem (2005)